# Macromitrium antarcticum
Macromitrium antarcticum är en bladmossart som beskrevs av John Wright 1905. Macromitrium antarcticum ingår i släktet Macromitrium och familjen Orthotrichaceae. Inga underarter finns listade i Catalogue of Life.